# Цейцина, Ольга Анатольевна
О́льга Анато́льевна Це́йцина (урожд. Соловова; род. 22 июля 1953, Уссурийск Приморский край, РСФСР, СССР) — советская волейболистка, игрок сборной СССР (1979—1981), олимпийская чемпионка 1980, чемпионка Европы 1979, 5-кратная чемпионка СССР. Центральная блокирующая. Заслуженный мастер спорта СССР (1980).

## Биография
Волейболом Ольга Соловова начала заниматься в 1966 году в Свердловске у тренера О. С. Румянцева.
В 1971—1982 выступала за команду «Уралочка» (Свердловск). В её составе:
- 5-кратная чемпионка СССР 1978—1982;
  - серебряный призёр чемпионата СССР 1977;
- двукратный победитель розыгрышей Кубка европейских чемпионов — 1981, 1982.

В составе сборной РСФСР дважды становилась серебряным призёром Спартакиад народов СССР (1975 и 1979). Чемпионка Всемирной Универсиады 1979 в составе студенческой сборной СССР.
В национальной сборной СССР в официальных соревнованиях выступала в 1979—1981 годах. В её составе:
- олимпийская чемпионка 1980;
- бронзовый призёр Кубка мира 1981;
- чемпионка Европы 1979;
  - серебряный призёр чемпионата Европы 1981;

Окончила Уральский государственный педагогический университет. В настоящее время работает инструктором-методистом в СДЮСШОР «Локомотив-Изумруд» (Екатеринбург).  

## Награды и звания
- Орден «Знак Почёта» (1980);
- Заслуженный мастер спорта СССР (1980);
- Ветеран спорта РСФСР.

## Источник
- Волейбол: Энциклопедия / Сост. В. Л. Свиридов, О. С. Чехов. — Томск: Компания «Янсон», 2001.